# أمورية (لغة)
اللغة الأمورية هي إحدى اللغات السامية الشمالية الغربية المنقرضة. كان تتحدث بها مجموعات الأموريين السامية التي سكنت في بوادي الهلال الخصيب ومنطقة الجزيرة السورية بشكل عام في التاريخ القديم. عرفت عن طريق الكتابات الأكادية في الفترة الواقعة بين نهاية الألفية الثالثة قبل الميلاد حتى الألفية الأولى قبل الميلاد. ورد اسمها في بعض الكتابات المصرية القديمة.
صفات اللغة الأمورية:
- في الحالات التي كانت فيها اللغة الأكادية تستخدم الحرف شـ تستخدم العمورية -تماما كالعربية والعبرية- حرف هـ فيقال هو (بضم الهاء وإسكان الواو) بمعنى هو ويقال ها بمعنى هي.
- ضمير المتحدث في الأفعال هو اللاحقة تي للمفرد ونو للجمع.